# Municipio de North Fork (Arkansas)
El municipio de North Fork (en inglés: North Fork Township) es un municipio ubicado en el condado de Baxter en el estado estadounidense de Arkansas. En el año 2010 tenía una población de 1574 habitantes y una densidad poblacional de 14,12 personas por km².

## Geografía
El municipio de North Fork se encuentra ubicado en las coordenadas 36°11′58″N 92°13′21″O / 36.19944, -92.22250. Según la Oficina del Censo de los Estados Unidos, el municipio tiene una superficie total de 111.5 km², de la cual 108.24 km² corresponden a tierra firme y (2.92%) 3.26 km² es agua.

## Demografía
Según el censo de 2010, había 1574 personas residiendo en el municipio de North Fork. La densidad de población era de 14,12 hab./km². De los 1574 habitantes, el municipio de North Fork estaba compuesto por el 96.57% blancos, el 0.32% eran afroamericanos, el 0.57% eran amerindios, el 0.32% eran asiáticos, el 0.06% eran isleños del Pacífico, el 0.44% eran de otras razas y el 1.72% pertenecían a dos o más razas. Del total de la población el 0.83% eran hispanos o latinos de cualquier raza.